# Glocknerman
Der Glocknerman ist eine jährlich stattfindende Extremradsportverananstaltung und zugleich die Weltmeisterschaft im Ultraradmarathon. Start und Ziel des Radmarathons befindet sich in der steirischen Landeshauptstadt Graz. Die rund 1.000 km (Ultra-Strecke) bzw. 888 km (Classic-Strecke) absolvieren die Teilnehmer in einer Etappe und ohne größere Pausen. Der Glocknerman zählt zu den ältesten Extremradsportveranstaltungen der Welt, er kann Solo, im 2er- oder im 4er-Team angegangen werden. Seit 2017 gibt es zusätzlich eine dritte, kürzere Distanz mit 450 km – den Glocknerman Sprint.

## Geschichte
Der Glocknerman wurde von Walther Wessiak sen., einem Grazer Extremradfahrer, gegründet. 1997 wurde der Glocknerman erstmals als 3-Tagesfahrt ausgetragen. Seit 1999 wird der Glocknerman als Ultramarathon veranstaltet, was sich bis heute nicht verändert hat. 2014 übernahm der Extremradfahrer Jacob Zurl gemeinsam mit seinem Bruder Christoph Zurl die Organisation der Veranstaltung. Im darauffolgenden Jahr wurde der Schlossbergman ins Leben gerufen, der seither auch als Prolog Teil des Glocknermans ist. Von 2016 bis 2019 ist der Glocknerman auch ein offizielles Qualifikationsrennen für das Race Across America. Im Jahr 2019 fand auch der bisher letzte Glocknerman statt. Siegerin und damit Ultracycling-Weltmeisterin war die Schweizerin Nicole Reist. Dies war bereits ihr vierter Sieg nach 2007, 2014 und 2017. Seit 2020 wird der Glocknerman pausiert.
Zumindest früher einmal wurde der Glocknerman vom Schwarzlsee in Unterpremstätten bei Graz gestartet, zuletzt (2019) in Graz-Webling vom Shoppingcenter West.

## Die Veranstaltung
Die Teilnehmer bewältigen mit einem oder mehreren Begleitfahrzeugen die Strecke. Dieses dient der Versorgung und teilweise der Navigation des Radfahrers. Ein Windschattenfahren ist für Einzelfahrer verboten, während es Teamfahrern gestattet ist. Alle Unterbrechungen, wie beispielsweise Schlafpausen, zählen zur Gesamtzeit.
Der Glocknerman findet meist um das erste Juni-Wochenende statt und dauert vier Tage. Seit 2015 findet am Mittwoch ein Prolog, der Schlossbergman, statt. Dabei fahren die Teilnehmer gemeinsam mit anderen Amateur- und Profi-Radfahrern vom Grazer Karmeliterplatz auf den Schloßberg. Aus der Rangliste ergibt sich die Startreihenfolge für den Glocknerman, welcher dann am Donnerstag im Rahmen des Grazer CityRadelns startet. Die ersten Teilnehmer erreichen Samstag früh das Ziel. Im Rahmen der Abschlussveranstaltung mit Abendessen findet am Samstagabend die Siegerehrung statt.

## Strecke
Beim Glocknerman gibt es drei verschiedene Streckenvarianten – die Ultra-, Classic- und Sprint-Strecke. Die Zuteilung zur Ultra- und Classic-Strecke erfolgt aufgrund des Geschlechts und des Alters. Die Sprint-Strecke ist für alle Teilnehmer offen. Im Laufe der Jahre wurde die Strecke regelmäßig verändert. In der Fassung der letzten Jahre können vier Teilbereiche auf der Ultra- und Classic-Strecke unterschieden werden:
- Von Graz über die Soboth nach Winklern.
- Von Winklern aus fahren die Teilnehmer durch das Lesachtal und kommen wieder in Winklern an. Die Classic-Teilnehmer fahren eine kürzere Strecke.
- Es folgt die Fahrt über die Großglockner Hochalpenstraße bis zur Edelweißspitze, wo die Classic-Fahrer wieder umdrehen Richtung Winklern. Die Ultra-Fahrer fahren auf der Nordseite noch einmal den Großglockner hinunter Richtung Zell am See und ein zweites Mal über den Großglockner zurück nach Winklern.
- Nach dem dritten Mal in Winklern fahren die Teilnehmer wieder nach Graz zurück.

Die Sprint-Strecke endet am Großglockner und führt nicht mehr zurück nach Graz.